# Szybki Szmal
Szybki Szmal – polskie wydawnictwo muzyczne i związany z nią kolektyw, grupa muzyczna wykonująca hip-hop. Powstała w Warszawie 1998 roku w składzie: raperzy Adam „Este” Stępka, Mariusz „Emazet” Zajkowski, Piotr „Rembol” Rębacz, Łukasz „Kali” Kalbarczyk, Ciechosław „Ciech” Kuczys, Adam „Mały Esz Esz” Kot, Kuba „Frez” Gac oraz producenci Bartosz „Szogun” Pietrzak, Kali i Maciej „Bruno” Pruchniak. Po wydany w 2001 roku debiucie pt. Enziskenzis z pierwszym singlem „No co?” (słowa i muzyka Kali). Członkowie kolektywu rozpoczęli również działalność solową. Wkrótce do grupy dołączyli Michał „Proceente” Kosiorowski, Miłosz „Łysonżi” Krawczyk, Damian „Rest” Osytek, Kuba „Szu” Szumowski i Małgorzata „Wdowa” Jaworska. W grudniu 2005 roku ukazał się kolejny album zespołu zatytułowany Szybki Szmal Mixtape 2005 wydany nakładem własnym. Siedzibą wydawnictwa było do 2019 roku studio „Kajuta” na warszawskim Imielinie. W 2022 wydawnictwo wznowiło działalność albumem Szybki Szmal Mixtape 2022

## Dyskografia
Albumy
| Tytuł        | Dane dot. albumu                                   |
| ------------ | -------------------------------------------------- |
| Enziskenzis  | - Data: 29 grudnia 2001 - Wydawca: Promil          |
| Mixtape 2005 | - Data: 2 grudnia 2005 - Wydawca: brak (nielegal)  |
| Mixtape 2022 | - Data: 20 grudnia 2022 - Wydawca: brak (nielegal) |

Kompilacje różnych wykonawców
| Album                         | Rok  | Utwór                                                                    | Źródło |
| ----------------------------- | ---- | ------------------------------------------------------------------------ | ------ |
| Pomysł goni pomysł            | 2001 | Szybki Szmal – „Dziękuj za to co masz”                                   | [ 6 ]  |
| SummerJam 2006 Allstars       | 2006 | Szybki Szmal, Ten Typ Mes – „Nie z tą to z tamtą (Donatan Pokazz Remix)” | [ 7 ]  |
| Grube jointy 2: karani za nic | 2011 | Szybki Szmal, Green – „Patrz jak to rozpalam”                            | [ 8 ]  |